# داوید اودسون
داوید اودسون (انگلیسی: Davíð Oddsson؛ زادهٔ ۱۷ ژانویهٔ ۱۹۴۸) یک سیاست‌مدار و دیپلمات اهل ایسلند است.